# 奥洛伊斯科耶市镇
奥洛伊斯科耶市镇（俄语：Муниципальное образование «Олойское»）是俄罗斯联邦伊尔库茨克州埃希里特-布拉加特区所属的一个市镇。其下辖有3个居民点，行政中心为奥洛伊。据2016年统计，该市镇的人口为1053人。